# Johannes Vollevens

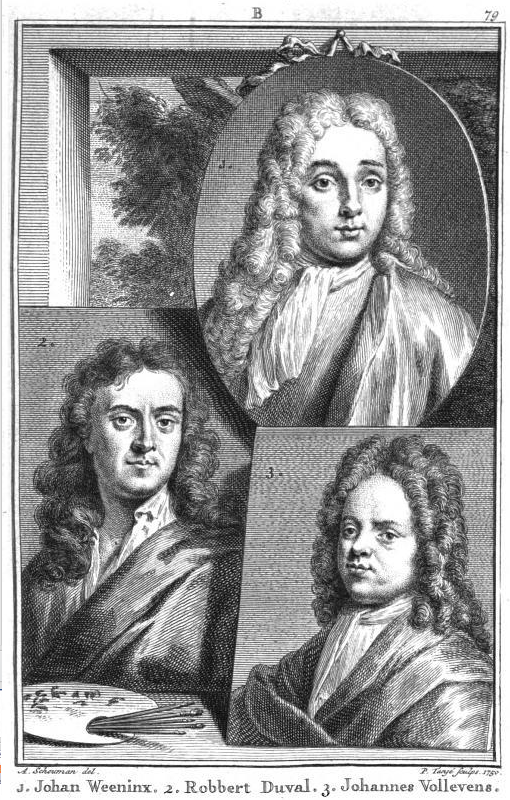
Retrato de Johannes Vollevens (I) (abajo a la derecha) en "Nieuw Schouburg", de Jan van Gool, 1750

Johannes Vollevens (I) (1649, Geertruidenberg - 1728, La Haya), fue un pintor holandés del Siglo de Oro neerlandés. Para distinguirlo de su hijo pintor, que tenía el mismo nombre del padre, suele ser conocido como Johannes Vollevens (I), mientras su hijo acostumbra a ser citado como Johannes Vollevens (II).

## Biografía
Según Houbraken, nació en 1654, "el mismo año que se llevó a Fabricius por un golpe del destino ", y, aunque había pocos pintores en Getruidenberg para copiar, dibujó y dibujó al carboncillo con tanto entusiasmo que sus padres le enviaron a que aprendiera a dibujar con el famoso pintor Caspar Netscher.
Según el RKD ('Instituto neerlandés para la Historia del Arte’), fue alumno de Nicolaes Maes en Dordrecht y, más tarde aún, de Jan de Baen en La Haya. Diez años más tarde se unió a la Confrerie Pictura en 1674. Su hijo Johannes Vollevens II también se convirtió en un respetado retratista años más tarde.

## Galería

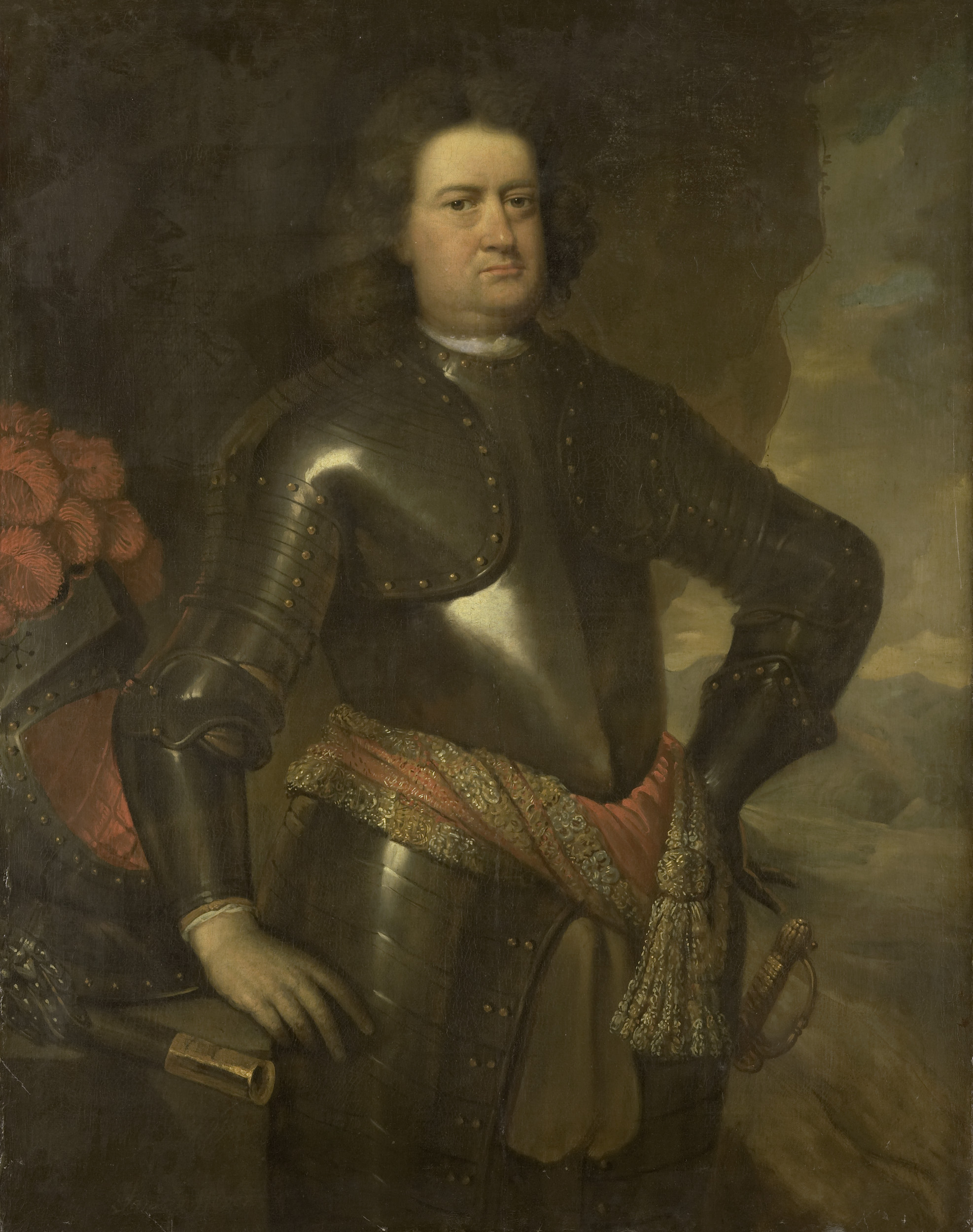
Retrato de un oficial del ejército entre 1670 y 1728, Rijksmuseum
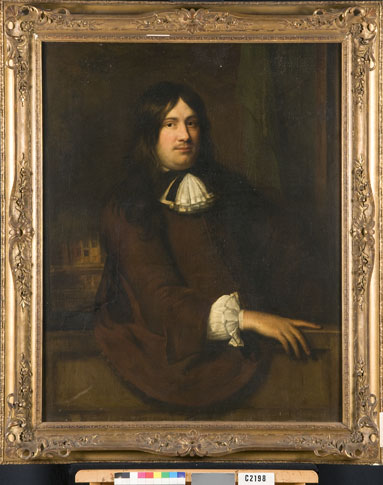
Retrato de Jacobus Regenboog (1642-1679), entre 1675 y 1699 Cultural Heritage Agency of the Netherlands Art Collection
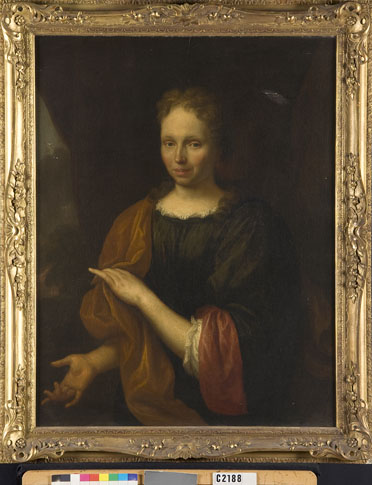
Retrato de Maria van Asperen (1655-1726), entre 1680 y 1728 Cultural Heritage Agency of the Netherlands Art Collection
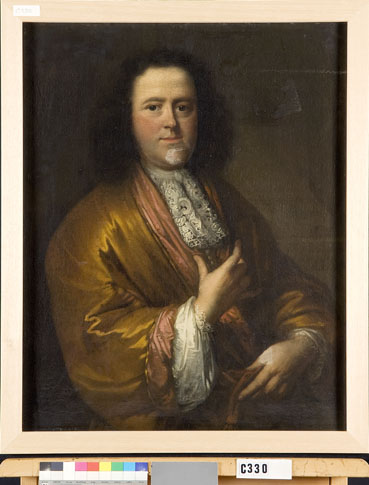
Retrato de un hombre, posiblemente Johan Hoynck van Papendrecht (1654-1718), 1691 Cultural Heritage Agency of the Netherlands Art Collection
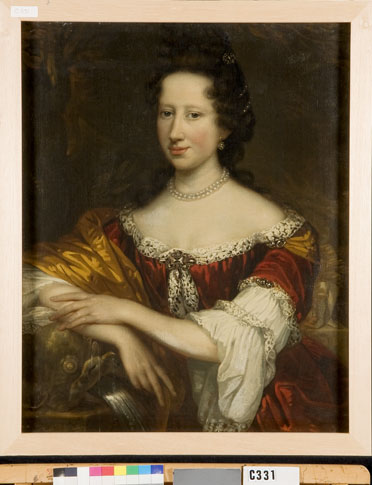
Retrato de una mujer, posiblemente Anna Catharina van Heemskerck (1659-1693), 1691 Cultural Heritage Agency of the Netherlands Art Collection
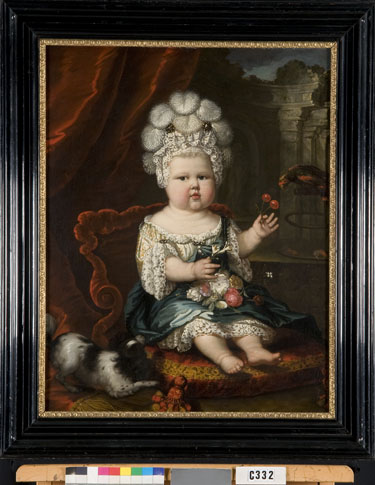
Retrato de un niño, posiblemente Maria Margaretha Hoynck van Papendrecht (1688-1692), 1689 Cultural Heritage Agency of the Netherlands Art Collection
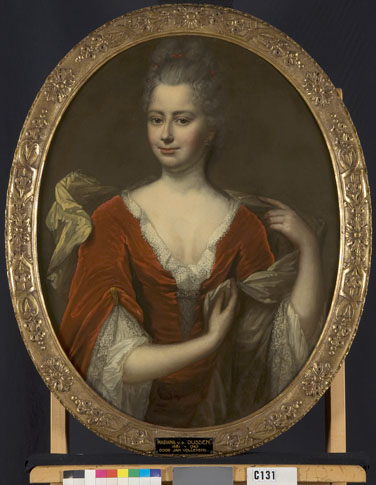
Retrato de Mariana van der Dussen (1681-1747), 1702 Cultural Heritage Agency of the Netherlands Art Collection
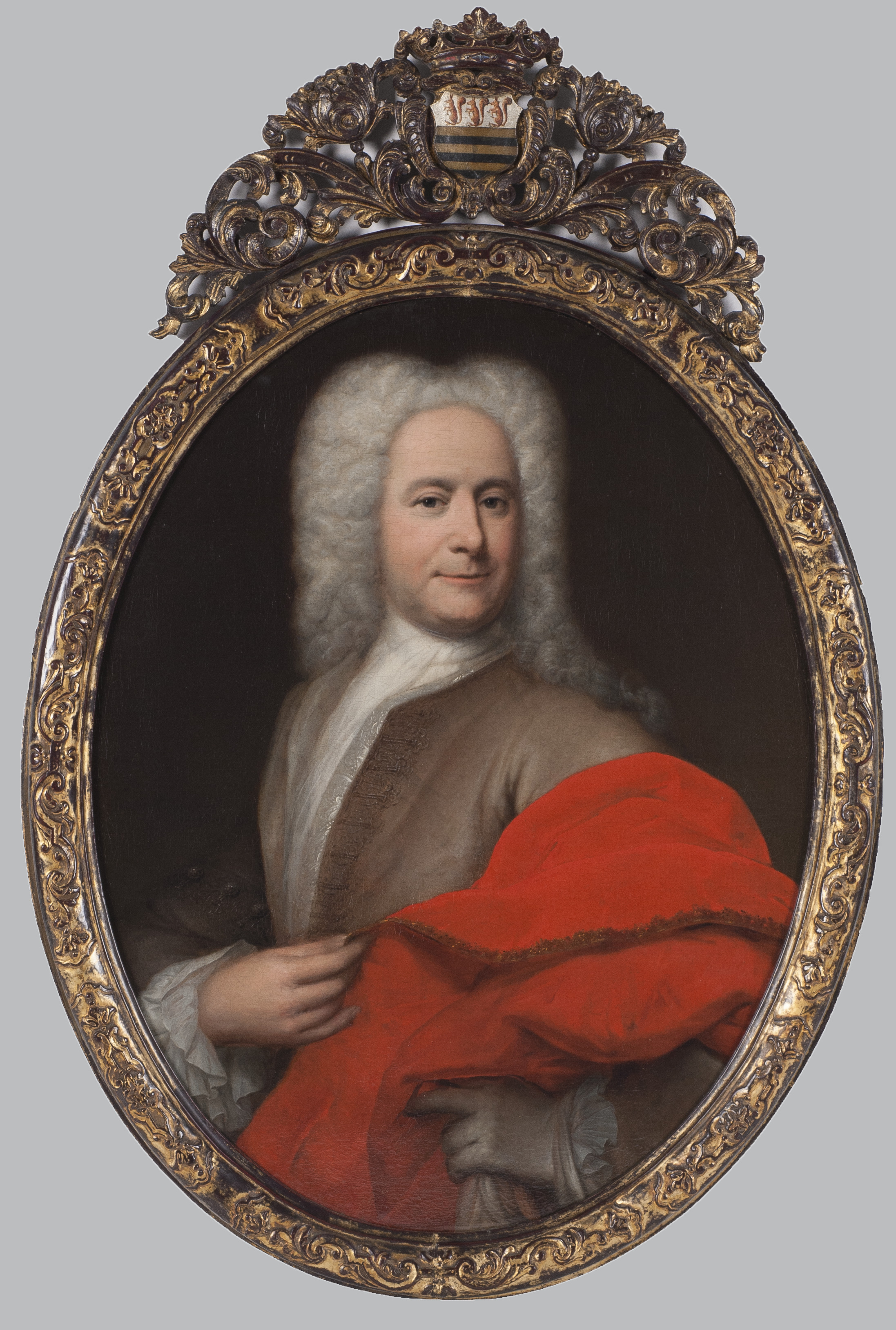
Retrato de Charles van Baerle (1671-1734) Cultural Heritage Agency of the Netherlands Art Collection
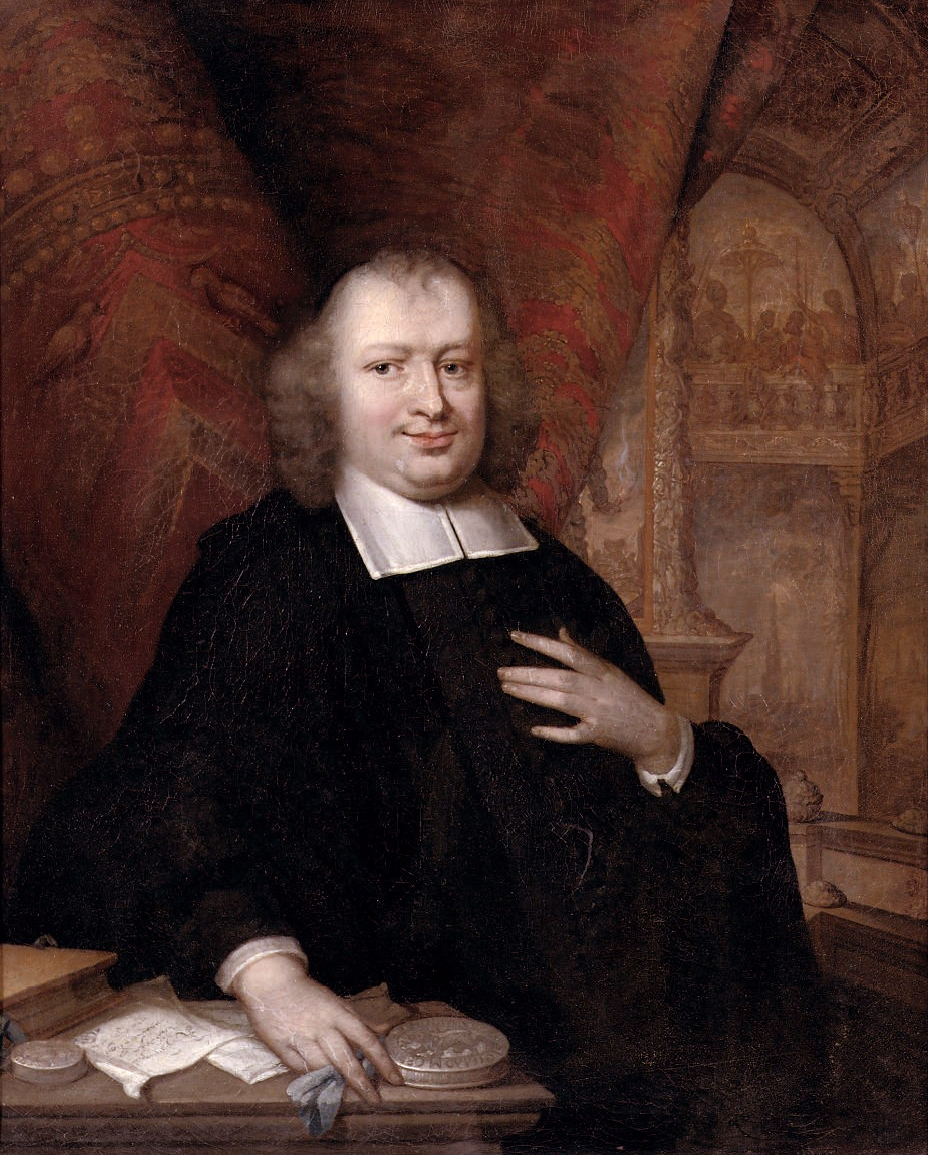
Retrato de Gaspar Fagel (1634-1688), hombre de Estado holandés, hacia 1674 Cultural Heritage Agency of the Netherlands Art Collection
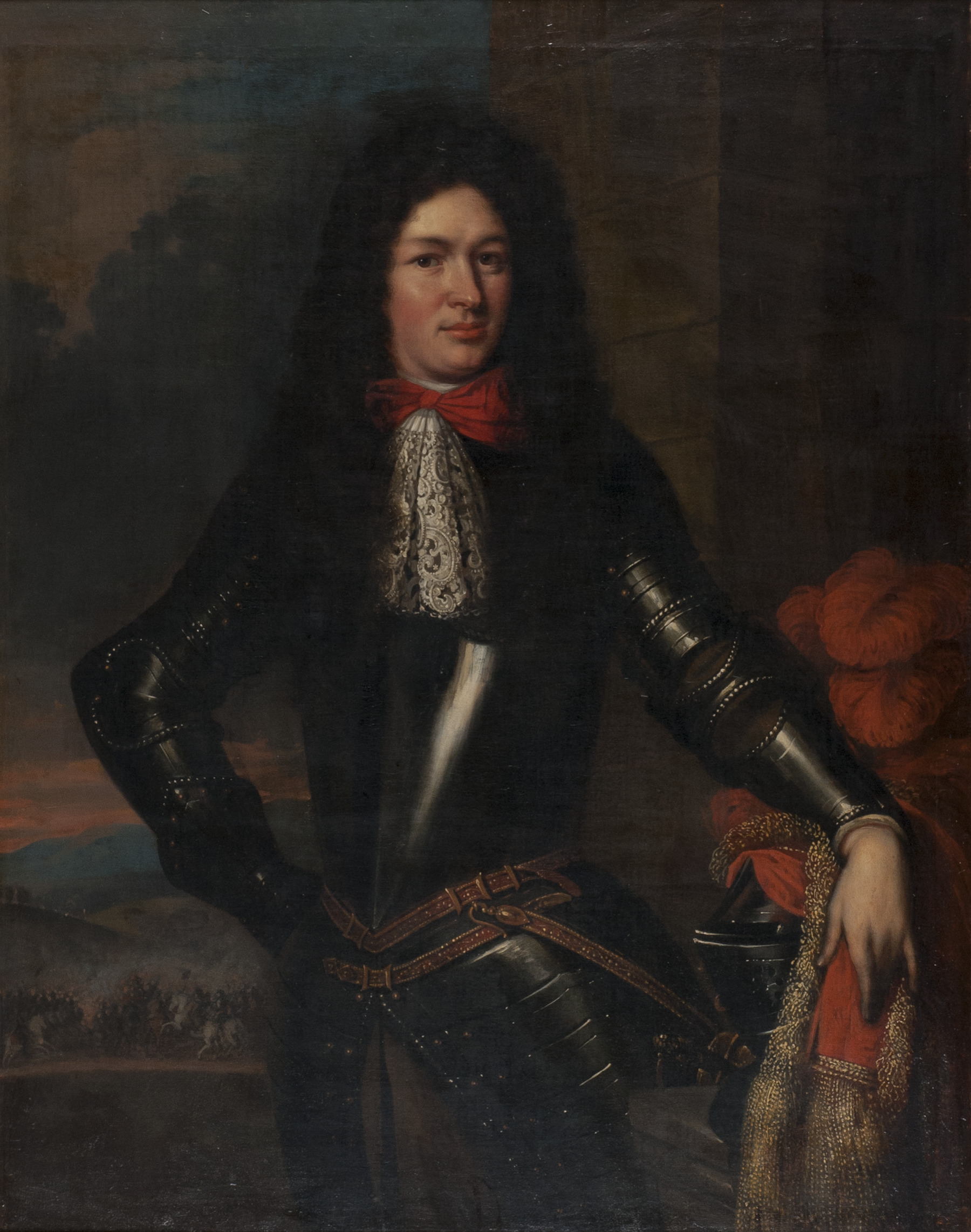
Retrato de François Nicolaas Fagel (1655-1718) Cultural Heritage Agency of the Netherlands Art Collection